# Platymiscium dimorphandrum
Platymiscium dimorphandrum, hormigo o cristóbal, es una especie de planta con flor leguminosa de la subfamilia Faboideae. Es endémica de Belice, Trinidad y Tobago, Venezuela, Colombia, Costa Rica, Guatemala, Honduras, México y Nicaragua. Es el árbol emblemático del estado Sucre (Venezuela) donde recibe el nombre de roble.

## Descripción
Es un árbol que alcanza 35 m de altura, con el tronco de unos 8 dm de diámetro, recto, con ramas ascendentes altas y copa irregular. Corteza externa marcada, hendiduras alargadas, escamosa, grisácea clara a castaño oscuro. Sus ramas con cicatrices de hojas suelen ser huecas y habitadas por hormigas.
Las hojas son agrupadas de 5-7, de 7 a 35 cm de largo (incluye pecíolo y base de la hoja compuesta) con márgenes enteros, ápice fino, verdosas brillantes en el haz, verde amarillentas o pálidas en el envés. Es caducifolia entre abril y mayo.
Las flores son en racimos de 5 a 9 cm de largo, amarillentas, con pétalos de 7 mm de largo.
Fruto en vaina legumbre de 6 a 8 cm x 2 a 3 cm.

## Uso
Artesanía: torneados, escritorios, tallados, anillos, bancos, juguetes, vasijas, mangos de cuchillos y otros.
Decorativa dentro de la madera dura, pero es de fácil trabajo en aserrar, cepillar, lijar, tornear, ensamblar, tallar, moldurar. 
Presenta un módulo de ruptura y de elasticidad mediano a alto, contracción mediana, muy durable. Madera resistente a hongos e insectos.
Se hacen duelas, lambrín, parqué, chapas, muebles, durmientes, y mangos de herramientas.
Su veteado muestra diferencias de color por albura y duramen; albura amarilla, duramen castaño rojizo y rayas oscuras; de poco brillo, inodora, insípida, textura fina y veteado pronunciado. Es muy pesada, recomendada para mangos de cuchillería, artículos torneados (deportivos y artesanías), instrumentos musicales, quillas, decoración de interiores, construcciones de estructuras, puertas, ventanas, puentes, escaleras, etc.
Artesanía fina, pipas y para muebles.

### Uso en instrumentos musicales
Como parte de accesorios y fondo en los instrumentos de violín, viola, violonchelo, contrabajo; en guitarras para diapasón, costilla, fondo, filetes; en jarana y charango para las clavijas, diapasón, para toda la pieza; para la leona: clavijas, diapasón y puente; arpa: costillas y fondo; teclas para marimba.
Especie sobreexplotada, se la protege usándola como árbol ornamental.

## Taxonomía
Platymiscium dimorphandrum fue descrita por (J.D.Smith) Donn.Sm.  y publicado en Botanical Gazette 37(3): 208–209. 1904.

## Nombres comunes
- Palo de hormigo, quira, granadillo, roble, granadillo; chulul, sanich‘té; subinché, chagane; chagani, hormiguillo, palo de hormiga, palo marimba, jocote, marañón.